# Fischereibetrieb (Heogan)

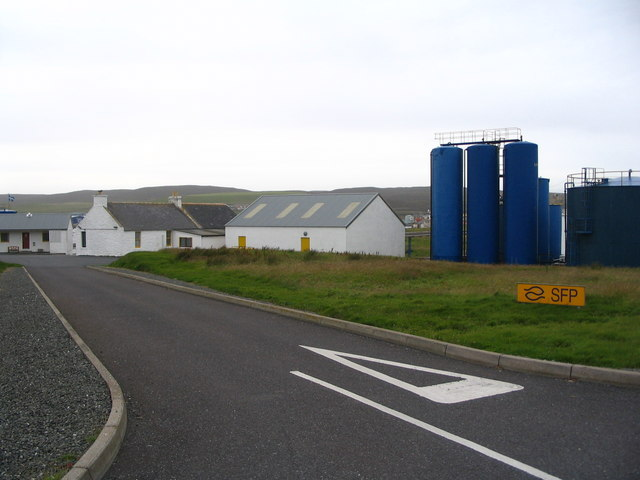
Ehemaliger Fischereibetrieb von Heogan; es handelt sich um die Gebäudegruppe links der blauen Behälter.

Der ehemalige Fischereibetrieb von Heogan befindet sich in der Siedlung Heogan auf der schottischen Shetlandinsel Bressay. 1997 wurde die Anlage in die schottischen Denkmallisten in der Kategorie B aufgenommen. Der historische Wert bezieht sich auf die Gebäudegruppe und nicht auf die einzelnen Häuser.

## Beschreibung
Die Anlage befindet sich an der Nordwestküste Bressays am Bressay Sound gegenüber den nördlichen Ausläufern der Stadt Lerwick auf Mainland. Das Bauwerk stammt aus dem späten 19. Jahrhundert. Verglichen mit ähnlichen Anlagen auf der Insel ist sie groß dimensioniert. Die Gebäudegruppe, bestehend aus einem zentralen Gebäude und länglichen Lagerhäusern, ist von Mainland über den Bressay-Sund hinweg gut zu erkennen. Im Süden schließt sich ein Pier mit Verladekran an. Die Gebäude sind traditionell mit Harl verputzt und schließen mit Satteldächern ab, die teilweise über moderne Wellblechdächer verfügen. Die Gebäudekanten sind mit Sandstein abgesetzt.